# Верхнегорское
Верхнегорское (фин. Luprajärvi) — озеро на территории Громовского сельского поселения Приозерского района Ленинградской области.

## Общие сведения
Площадь озера — 0,7 км². Располагается на высоте 27,3 метров над уровнем моря.
Форма озера треугольная, продолговатая: вытянуто с северо-запада на юго-восток. Берега каменисто-песчаные, преимущественно возвышенные.
Из юго-восточной оконечности озера вытекает ручей Славянский, втекающий в Комсомольское озеро.
По центру озера расположен один относительно крупный (по масштабам водоёма) остров без названия.
Код объекта в государственном водном реестре — 01040300211102000012585.